# Cesare Facciani
Cesare Facciani (5 de fevereiro de 1906 — 29 de agosto de 1938) foi um ciclista italiano que participava em competições de ciclismo de pista e estrada.
Competiu nos Jogos Olímpicos de 1928 em Amsterdã, onde foi o vencedor e recebeu a medalha de ouro competindo na prova de perseguição por equipes, juntamente com Giacomo Gaioni, Mario Lusiani e Luigi Tasselli.
Profissionalizando-se em 1929, ele competiu até o ano de 1933.